# Марчелла Белла
Джузеппа Марчелла Белла (італ. Giuseppa Marcella Bella; 18 червня 1952, Катанія) — італійська співачка; сестра кантауторе Джанні Белли.
Опублікувала 24 альбоми, з яких 22 студійних та 2 концертних, а також 43 збірки.
Працювала з багатьма відомими митцями, серед яких найвидатніші текстярі та музиканти італійської та світової музики. Окрім її братів, Джанні, Антоніо та Розаріо Беллами, між іншими, для неї писали та з нею співпрацювали: Джанкарло Бігацці, Могол, Даріо Балдан Бембо, Івано Фоссаті, Джіно Паолі, Амедео Мінґі, Мауріціо Костанцо, Cheope, Крістіано Малджольйо, Бруно Лауці, Маріо Лавецці, Умберто Тоцці, Марко Луберті, Алберто Салерно, Беппе Кантареллі, Ренато Бріоскі, Робі Факкінетті, Валеріо Неґріні, Пасквале Панелла, Клаудіо Даяно, Джорджо Калабрезе, Мауріціо Фабріціо, Аделіо Кольяті, Даніеле Паче, Оскар Авоґадро, Джан П'єтро Елізатті, Ренато Дзеро, Челсо Валлі, Фіо Дзанотті, Джофф Вестлі, Філ Палмер, Джо Дассен та Луіс Франк з Buena Vista Social Club.
Записувала свої диски в Італії, Франції, Англії, Німеччині, США та на Кубі.
Співала італійською, французькою, англійською та іспанською мовами..
Лише на італійському ринку, на сьогодні, продано близько 10.000.000 дисків, але її публікували також у Аргентині, Бразилії, Канаді, Чилі, Колумбії, Коста-Риці, Франції, Німеччині, Японії, Греції, Нідерландах, Португалії, Іспанії, Швеції, Туреччині, Австралії, США.
Приблизні дані по Італії:
- 1972/1978: Сингли близько 3 050 000 копій, альбоми близько 1 150 000 копій
- 1979/1987: сингли близько 1 750 000 копій, альбоми близько 1 680 000 копій

Бракує даних періоду фірми грамзапису Dischi Ricordi (1988—1991), та подальших публікацій Pull, CGD, Sony Music, NuovaGente та Halidon.
Найбільш вдалий сингл: Io domani (Я завтра) (1973), альбом: Metamorfosi (1974) (чотири золоті диски).

## Біографія
Марчелла Белла народилась на Сицилії у Катанії 18 червня 1952, по п'яти роках після свого старшого брата, відомого кантауторе та композитора Джанні Белли.

### шістдесяті роки
У 1965 Марчелла Белла пройшла у Катанії відбір на Фестиваль невідомих у Аріччі, співочий конкурс, що його організовував Тедді Рено. Але за регламентом фестивалю учасники мали досягнути 15 років, і через це тринадцятирічна Марчелла не могла виграти конкурс. Далі вона незмінно була першою у численних конкурсах, але, через свій сильний сицилійський акцент, їй було важко знайти фірму грамзапису, що була б готова почати з нею працювати. Зустріч у 1968 з Іво Каллегарі, продюсером Катерини Казеллі, принесла Марчеллі контракт з CGD. Так вона записала першу сорокоп'ятку у травні 1969: на стороні A— Un ragazzo nel cuore (Хлопець у серці, написана текстярем Моголом та кантауторе Роберто Соффічі, на стороні B Il pagliaccio (Паяц), з якою взяла участь у колі B конкурсу Кантаджіро. Не було жодного позитивного результату, але у тому ж році фірма грамзапису запропонувала їй записати пісню Bocca dolce (Солодкі вуста), італійська версія Sugar sugar, світовий хіт Archies, з якою вона взяла участь у телепрограмі Міжнародний Конкурс Легкої Музики що провадився у Венеції: однак композиція мала стриманий прийом з боку публіки.

### Сімдесяті роки
У 1971 нарешті з'явилася адекватна талантові співачки пісня, це Hai ragione tu (Ти маєш рацію), написана Італо Янне та Джанні Беллою, який на обкладинці диску вказувався як G.Bell..Пісня взяла участь у секції молодих у венеційському Міжнародному Конкурсі Легкої Музики у серпні 1971. Серед п'ятдесяти перспективних артистів (між якими Едоардо Беннато, Івана Спанья, Фіорелла Манноя, Ріккардо Коччанте, Амедео Мінґі) Марчелла посіла друге місце, розділивши його зМарізою Саккетто, поступившися Ромуло Феррі.

## Дискографія
Офіційні альбоми
- 1972 — Tu non hai la più pallida idea dell'amore (CGD 69028)
- 1973 — Mi...ti...amo... (CGD 69045)
- 1974 — Metamorfosi (CGD 69082)
- 1975 — L'anima dei matti (CGD 60178)
- 1976 — Bella (CGD 81413)
- 1977 — Femmina (CGD 20010)
- 1979 — Camminando e cantando (CBS)
- 1981 — Marcella Bella (CBS)
- 1982 — Problemi (CBS)
- 1983 — Nell'aria (CBS 25477)
- 1984 — Nel mio cielo puro (CBS 26036)
- 1986 — Senza un briciolo di testa (CBS)
- 1987 — Tanti auguri (CBS)
- 1988 — '88 (Ricordi)
- 1990 — Verso l'ignoto... (Ricordi)
- 1990 — Canta Battisti (CBS) (перевидано у 1996 з обкладинкою відмінною від Columbia/Sony Music)
- 1991 — Sotto il vulcano (Ricordi)
- 1993 — Tommaso! (Pull Music/Sony Music)
- 1995 — Anni dorati (CGD East West/Warner Music)
- 1998 — Finalmente insieme (з Джанні Беллою) (Pull/Fuego) (перевидано у 2001 ITWHY)
- 2002 — Passato e presente (Sony Music)
- 2005 — Uomo bastardo (Nuova Gente/Universal Music)
- 2007 — Forever per sempre (з Джанні) (Nuova Gente/Universal Music)
- 2012 — Femmina Bella (Halidon)

## Участь в пісенних конкурсах

### Azzurro
- 1988: Il colore rosso dell'amore (команда «Stelle marine» — 4º місце)

### Canzonissima
- 1972: Montagne verdi, Io vivrò senza te, Sole che nasce sole che muore e Un sorriso e poi perdonami (4º місце)

### Фестиваль Санремо
- 1972: Montagne verdi (7º місце)
- 1981: Pensa per te (9º місце)
- 1986: Senza un briciolo di testa (3º місце)
- 1987: Tanti auguri (6º місце)
- 1988: Dopo la tempesta (4º місце)
- 1990: Verso l'ignoto (з Джанні Беллою) (4º місце разом з іншими учасниками)
- 2005: Uomo bastardo (2º місце в категорії «Classic»)
- 2007: Forever per sempre (з Джанні) (11º місце разом з іншими учасниками)

### Фестивальбар
- 1972: Sole che nasce sole che muore (6º місце)
- 1973: Io domani (1º місце порівну з Міа Мартіні)
- 1974: Nessuno mai (3º місце)
- 1975: E quando (не фіналіст)
- 1976: Resta cu'mme (4º місце)
- 1979: Lady anima (гість)
- 1980: Baciami (12º місце)
- 1981: Canto straniero (гість)
- 1982: Problemi (гість)
- 1983: Nell'aria (гість)
- 1984: Nel mio cielo puro (гість)
- 1985: L'ultima poesia (з Джанні(гість)
- 1986: La verità (гість)
- 1988: Il colore rosso dell'amore (гість)

### Міжнародний конкурс легкої музики
- 1969: Bocca dolce
- 1971: Hai ragione tu (2º місце серед молодих)
- 1973: Mi…ti…amo e Mi fa morire cantando
- 1974: Nessuno mai e L'avvenire (1º місце)
- 1975: E quando e Negro (2º місце)
- 1977: Non m'importa più e Femmina
- 1979: Camminando e cantando

### Premiatissima
- 1982 — Uomo mio, Un anno in più e Il patto (команда «Forza Sette» — 3º місце)
- 1984 — Emozioni, Il tempo di morire, 10 ragazze, Acqua azzurra acqua chiara, Fiori rosa fiori di pesco та Pensieri e parole (2º місце)

### Saint-Vincent
- 1980: Baciami
- 1981: Canto straniero
- 1982: Problemi
- 1983: Nell'aria
- 1984: Nel mio cielo puro
- 1985: L'ultima poesia (з Джанні Беллою)
- 1986: La verità e Strana idea strana follia

### Viva Napoli
- 1994: 'Na sera 'e maggio (Фіналістка)
- 1995: Torna a Surriento (не фіналістка)
- 1997: Guapparia e Munasterio 'e Santa Chiara (фіналістка)